# Кулиняк Михайло Андрійович
Михайло Андрійович Кулиня́к (нар. 4 березня 1969, Дрогобич, Львівська область) — український державний діяч, діяч культури, музикант. Міністр культури України (2010–2012). Кандидат мистецтвознавства.

## Освіта
- 1994 — закінчив Київську державну консерваторію ім. П. І. Чайковського за спеціальністю «Викладач‚ артист камерного ансамблю‚ артист оркестру» (клас Анатолія Баженова). Учень Володимира Чуби і Абрама Штерна.
- 2003 — закінчив Міжнародний науково-технічний університет за спеціальністю «Менеджмент організацій (магістр менеджменту організацій)».
- 2003 — закінчив Національну академію державного управління при Президентові України за спеціальністю «Державне управління» (магістр державного управління).

## Кар'єра
- 06.1987 — 09.1988 — артист-скрипаль Львівського об'єднання музичних ансамблів.
- 09.1988 — 07.1994 — студент Київської державної консерваторії ім. П. І. Чайковського.
- 07.1994 — 10.2001 — заступник директора по культурі ТОВ «СТЕП К», м. Київ.
- 11.2001 — 11.2002 — інструктор з культурно-масової роботи Об'єднаного профкому працівників апарату ДК «Укртрансгаз», м. Київ.
- 03.2004 — 03.2005 — помічник заступника Міністра Кабінету Міністрів України Секретаріату Кабінету Міністрів України.
- 08.11.2006 — 20.08.2008 — заступник Міністра культури і туризму України у зв'язках з Верховною Радою України та іншими органами державної влади[1][2].
- 09.2008 — 02.2010 — слухач Національної академії державного управління при Президентові України.
- 11.03.2010 — 09.12.2010 — Міністр культури і туризму України[3][4].
- 09.12.2010 — 24.12.2012 — Міністр культури України[5][6].
- 8 лютого 2013 до 2014 — генеральний директор Національного палацу мистецтв «Україна».
- З 2016 - Директор Інституту сучасного мистецтва Національної академії керівних кадрів культури і мистецтв.

## Громадська діяльність
- Від 28 квітня 2011 — співголова Ради з питань розвитку Національного культурно-мистецького та музейного комплексу «Мистецький арсенал»[7].